# Derris floribunda
Derris floribunda là một loài thực vật có hoa trong họ Đậu. Loài này được (Miq.) Benth. miêu tả khoa học đầu tiên năm 1860.